# Mello da Gubbio
Mello da Gubbio (Gubbio, ... – ...; fl. XIV secolo) è stato un pittore italiano di scuola umbra attivo a Gubbio fra il 1330 e il 1360.
È considerato uno dei maggiori pittori del periodo immediatamente successivo a Giotto.

## Vita
Si formò tra Gubbio e Siena, dove fu allievo alla bottega di Ambrogio Lorenzetti.
Il pittore può essere considerato, a modo suo, un epigono del Lorenzetti o meglio, il propagatore nelle terre che oggi appartengono all'Umbria nord-orientale e alle Marche nord-occidentali, ma che in antico erano integrate nei domini dei conti di Montefeltro, del verbo pittorico senese nell'accezione elegantissima che ebbe a produrre Ambrogio Lorenzetti nella prima metà del ‘300.
Mello è poi da considerare il capostipite di una folta genia d'artisti, egli è infatti il nonno del noto pittore tardogotico eugubino Ottaviano Nelli.

## Opere

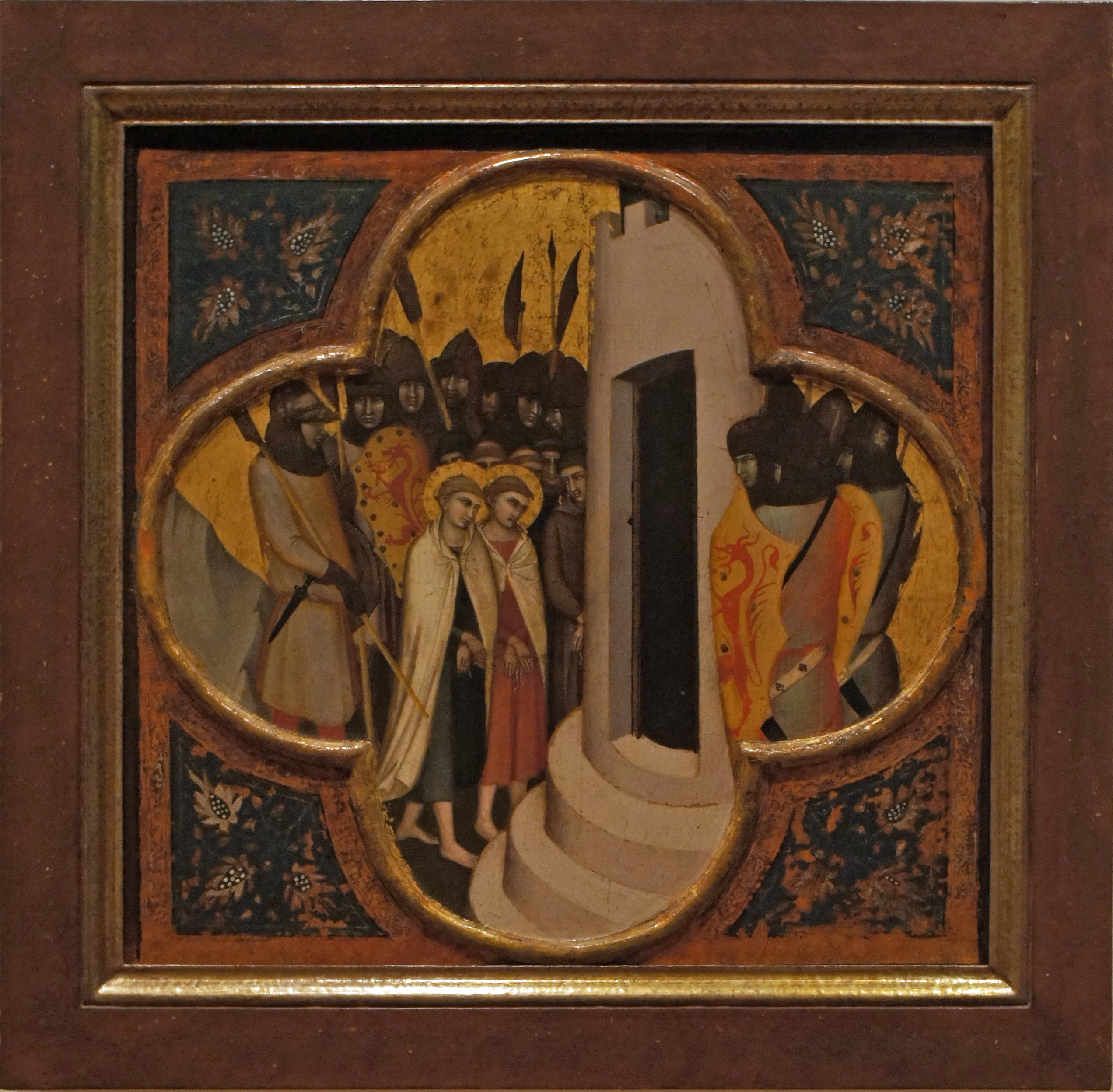
Musée des beaux-arts de Nancy.

- Madonna in Maestà detta anche Madonna della Pieve d'Agnano, presso il Museo Diocesano di Gubbio;
- Madonna col Bambino, tondo su tavola presso il Museo civico di Gubbio;
- Ciclo di affreschi, nella Cappella del Palazzo dei Consoli, a Gubbio;
- Crocifisso presso il Duomo, a Pergola;
- Crocifisso presso la Chiesa di San Francesco, a Pergola;
- Ciclo di affreschi, nella Chiesa di San Francesco, a Cagli;
- Scomparti di pentittico,1330-1360 ca., con Madonna del latte con bambino, San Giovanni Evangelista e Santa Caterina d'Alessandria, tempera su tavola, Galleria nazionale dell'Umbria di Perugia
- San Gregorio e Santa Maria Maddalena, polittico incompleto conservato presso la Pinacoteca Civica di Forlì, che però, secondo alcuni critici, potrebbe essere di Guiduccio Palmerucci.